# 蒙巴万
蒙巴万（法語：Montbavin，法語發音：[mɔ̃bavɛ̃]）是法国上法兰西大区埃纳省的一个市镇，位于该省中部，属于拉昂区。

## 地理
蒙巴万（49°31'20"N, 3°31'41"E）面积5.44 平方千米，位于法国上法蘭西大區埃纳省，该省份为法国北部内陆省份，北起北部省，西接索姆省和瓦兹省，东临阿登省和马恩省，西南至塞纳-马恩省，东北部与比利时接壤。
与蒙巴万接壤的市镇（或旧市镇、城区）包括：布吉尼翁苏蒙巴万、沙耶瓦、拉尼斯库尔、梅尔略和富克罗勒、蒙昂洛努瓦、鲁瓦约库尔和谢尔韦、大阿尼济、塞西耶尔-叙济。

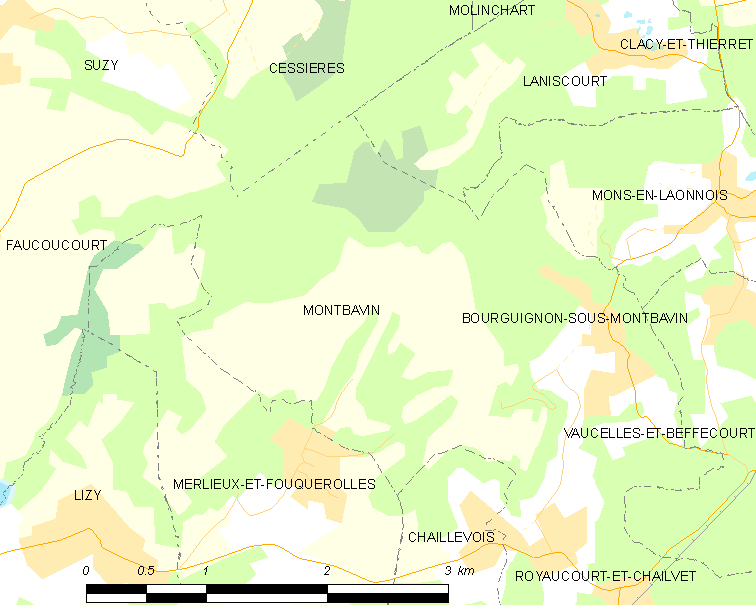
蒙巴万的OSM定位图

蒙巴万的时区为UTC+01:00、UTC+02:00（夏令时）。

## 行政
蒙巴万的邮政编码为02000，INSEE市镇编码为02499。

## 政治
蒙巴万所属的省级选区为拉昂第一县。

## 人口

1962-2008年间蒙巴万人口变化图示

蒙巴万于2022年1月1日时的人口数量为40人。